# Piet de Leeuw
Piet de Leeuw   (Wormerveer, 29 de desembre de 1900 - Amsterdam, 25 d'agost de 1963) fou un jugador neerlandès de billar de la dècada de 1940. Destacà en la modalitat de quadre, on fou dos cops campió del món, a més de múltiples cops campió nacional.

## Palmarès
Font:
- Campionat d'Europa de billar de carambola quadre 45/1:  1947, 1948
- Campionat d'Europa de billar de carambola quadre 71/2:  1947
- Campionat neerlandès billar a tres bandes:  1936 (2. Klasse), 1946  1947,  1942, 1943, 1944, 1949
- Campionat neerlandès billar a una banda:  1944
- Campionat neerlandès quadre 45/1:  1936, 1943, 1947  1948  1942
- Campionat neerlandès quadre 45/2:  1923 (3. Klasse), 1947  1935, 1942  1927, 1933, 1936, 1938, 1941, 1943, 1946, 1948
- Campionat neerlandès quadre 71/2:  1935, 1936, 1939, 1943, 1944, 1946  1942, 1947  1938
- Campionat neerlandès billar lliure:  1936
- Campionat neerlandès billar pentatló:  1943, 1944